# Черничево (Пловдивська область)
Черни́чево (болг. Черничево) — село в Пловдивській області Болгарії. Входить до складу общини Хисаря.

## Населення
За даними перепису населення 2011 року у селі проживали 404 особи.
Національний склад населення села:
| Національність   | Кількість осіб | Відсоток |
| ---------------- | -------------- | -------- |
| болгари          | 296            | 82,7%    |
| цигани           | 60             | 16,8%    |
| інша             | 0              | 0%       |
| Всього відповіли | 358            |          |

Розподіл населення за віком у 2011 році:
Динаміка населення: